# Hof Treisbach
Koordinaten: 51° 7′ 19″ N, 8° 50′ 47″ O
Der Hof Treisbach ist ein Gehöft in der Gemarkung von Oberorke, einem Ortsteil der Gemeinde Vöhl im nordhessischen Landkreis Waldeck-Frankenberg. Er ist aus geschichtlichen Gründen als Kulturdenkmal ausgewiesen. Die ältesten noch erhaltenen Gebäude des Hofs sind zwei große, im Jahre 1732 aus Bruchstein gemauerte Scheunen. Der Hof ist in Privatbesitz und nicht öffentlich zugänglich.

## Geographische Lage
Das Gehöft liegt rund 1,5 km südlich von Oberorke auf 293 m Höhe am Nordufer des von Westen kommenden und hier mehrfach zu Fischteichen aufgestauten Treisbachs, der etwa 2,5 km weiter östlich im Süden von Ederbringhausen in die Eder mündet. Unmittelbar westlich vorbei verläuft die Kreisstraße K 92 von Oberorke nach Viermünden.

## Geschichte

### Mittelalter
Der Ort wurde im Jahre 1016 erstmals urkundlich erwähnt, als der aus dem nordhessischen Adelsgeschlecht derer von Reichenbach stammende Bischof Burchard von Worms dem Kloster Maria Münster bei Worms sein praedium (Landgut) in Dreisbahe schenkte. Im 13. Jahrhundert sind Besitz bzw. Zehnteinkünfte der Klöster Haina und Corvey in Treisbach bzw. Treyspach beurkundet. Die Lehnshoheit lag wohl beim Erzbistum Mainz, dessen örtliche Lehnsmannen, die Vögte von Keseberg, im Gericht Viermünden, zu dem auch Treisbach gehörte, die Amtshoheit ausübten. Anfang des 14. Jahrhunderts hatte Dietrich Nymmes d. Ä., der Sophie von Keseberg geheiratet hatte, den Hof in Besitz. Um 1324 kam der Hof mit dem gesamten Gericht Viermünden als Mannlehen an Volpert von Hohenfels, der von seinem Schwiegervater Widekind von Keseberg adoptiert worden war. Bereits 1341 verkauften und verpfändeten seine Erben die Hälfte des Gerichts an Konrad II. von Viermund, einen Lehnsmann der Grafen von Nassau-Dillenburg.
Den Hof Treisbach erwarben in zwei Schritten 1332 und 1337 die Herren von Schlierbach|. Spätestens 1343 war der kleine Ort dann auf drei Höfe angewachsenen. Am Anfang des 15. Jahrhunderts sind Ernst und Gobel von Schlierbach als Inhaber eines von den Viermund ausgehenden Afterlehens auf das sogenannte goldene Gut in Treisbach bekundet. 1451 ging der meiste Allodial- und Lehnsbesitz von der 1450 oder 1451 mit Heinrich von Schlierbach in der männlichen Linie ausgestorbenen Familie Schlierbach an deren Universalerben über, die Familie Huhn zu Ellershausen; ausgenommen davon waren zwei Höfe am Schmengeberg im inzwischen wüst gefallenen Treisbach, die an die Nymmes gegangen waren und daher in der Mitte des 16. Jahrhunderts in die Erbstreitigkeiten der Familie Dersch verwickelt wurden.
Die mainzische Hälfte des Gerichts Viermünden war 1453 durch Verpfändung von den Hohenfels an die Dersch gekommen und somit landgräflich-hessisch geworden. 1550 und 1551 plünderten Rabe von Dersch und Johann von Viermund als Gerichtsherren, mehrfach, teilweise mit Waffengewalt, die von Johann Huhn in Treisbach beanspruchten Ländereien, als dieser sie wieder nutzbar machen wollte. Huhn hatte in der Wüstung Treisbach ein Schäferei gebaut, was das landgräfliche Hofgericht dann im April 1550 untersagte. Bereits zwei Monate zuvor hatten Rabe von Dersch und Johann von Viermund eine erhebliche Anzahl von Bäumen auf Treisbacher Grund fällen und wegschaffen lassen und besäte Äcker und gepflegte Wiesen verwüstet. Auch im Frühjahr 1551 fuhren sie wieder mehrere Wagenladungen Holz ab und verwüsteten Huhns dortige Felder. Erst 1552 wurde ein Vergleich erzielt, gemäß dem die von Johann Huhn in Treisbach und am Herzberg errichteten Gebäude stehen bleiben, aber den Gerichtsherren untertan sein sollten, aller Ertrag der dortigen Wiesen, Felder und Waldungen den Gerichtsherren zukommen und Huhn seine dort weidenden Schafe abschaffen sollte. Endgültig Frieden brachte dann die Heirat Georgs von Dersch im Jahre 1571 mit Elisabeth Huhn, Tochter des letzten männlichen Huhn zu Treisbach, die Treisbach und den Herzberg als Heiratsgut in die Ehe einbrachte. Als 1575 Landgraf Ludwig IV. von Hessen-Marburg das Lehen der anderen Hälfte des Gerichts Viermünden vom Grafen Johann VI. von Nassau-Dillenburg kaufte, wurde Treisbach (Treispach) vollständig hessisch. Zu dieser Zeit bestand wieder eine Haushaltung in Treisbach.

### Neuzeit
Nachdem die männliche Linie derer von Dersch im Jahre 1717 erloschen war, schenkte Landgraf Karl von Hessen-Kassel die ehemals Derschschen Güter 1718 an die Marquise Jeanne de Langallerie, mit der er nach dem Tod seiner Frau eine Beziehung unterhielt. Sie verkaufte ihm das Gut schon 1722 wieder zurück und der Landgraf gab es daraufhin dem Kammerpräsidenten Johann Reinhard von Dalwigk (1667–1737). Der direkte Besitz des Hofs Treisbach verblieb jedoch in diesen Jahren bei den weiblichen Nachfahren des letzten Dersch. Im Mai 1731 vermählte sich August Gottlieb von Drach mit Juliane Charlotte Rosine von Dersch und erwarb dadurch das Gut Treisbach (Dreisbach). 1732 ließ er den Hof vollständig neu erbauen; von den in diesem Jahr errichteten Gebäuden befinden sich noch heute zwei große aus Bruchstein gemauerte Scheunen auf dem Hof. Nachfolger als Besitzer des Guts Treisbach war sein Sohn Ehrhardt von Drach, dessen Tochter Charlotte Ernestine es als Heiratsgut in ihre Ehe mit Karl Philipp Wilhelm Schenck zu Schweinsberg einbrachte. Deren Tochter Marie Wilhelmine Karoline Luise († 1861) war in erster Ehe mit dem bereits 1839 verstorbenen Karl von Bodeck verheiratet; sie verkaufte Treisbach am 2. Dezember 1863 an Gustav Siebert, der es bereits kurze Zeit später an Ludwig Gisbert von Elverfeldt zu Canstein weiterveräußerte. Nachdem dessen Sohn Ludwig kinderlos verstorben war, kaufte Titular-Landgraf Friedrich Wilhelm Nikolaus Karl von Hessen-Rumpenheim, der bereits das Gut Viermünden besaß, im Jahre 1886 den Hof, dessen Gutsbezirk 1885 insgesamt 242 Hektar umfasste (120 ha Ackerland, 21 ha Wiesen und 88 ha Holz). 1927 verkaufte sein jüngerer Bruder, Alexander Friedrich von Hessen, den Hof Treisbach und den Gutshof in Viermünden an den Kreis Frankenberg.  Der Hof Treisbach wurde nach dem Erwerb durch den Kreis Frankenberg im Jahr 1927 zunächst unter einem Verwalter betrieben. 
1928 wurde der Gutsbezirk Treisbach aufgelöst und die Grundstücke wurden nach Ederbringhausen, Oberorke und Viermünden eingemeindet.
Ein 1939 geschlossener Kaufvertrag mit dem Landwirt Ernst Keel, der zwar eine Anzahlung geleistet hatte, wurde jedoch nicht vollzogen und im Januar 1941 einvernehmlich aufgehoben. Am 21. Januar 1941 erwarb der Landwirt Theodor Regenbogen das Gut Treisbach direkt vom Landkreis Frankenberg.
Seitdem ist der Hof im Privatbesitz seiner Nachkommen.
Seit 1971 ist der Hof Treisbach Teil des Dorfs Oberorke und somit der Gemeinde Vöhl.